# Infection (manga)
Pour les articles homonymes, voir Infection (homonymie).
Infection (インフェクション) est un shōnen manga écrit et dessiné par Oikawa Toru. La série est prépubliée du 2 décembre 2015 au 3 août 2016 dans le magazine Weekly Shōnen Magazine, puis du 9 août 2016 au 5 octobre 2022 dans le Magazine Pocket (magazine numérique de Kōdansha), et est compilé en volumes reliés par Kōdansha,. La version française est publiée par Delcourt/Tonkam, dans la collection Borderline, depuis janvier 2018.
Le 2 septembre 2022, après plus de 6 ans et demi de publication, Oikawa Toru annonce sur les réseaux sociaux que la série atteint son point culminant. La série Infection s'est alors conclue le 5 octobre 2022, avec le chapitre 267, et totalise 30 volumes reliés

## Synopsis
Amamiya Haruki est un étudiant en deuxième année de lycée, amoureux de Samidare Satsuki. Pour s'amuser et l'aider à se déclarer, ses amis veulent l'emmener lui et Satsuki dans la réserve derrière le lycée. Haruki se fait donc enfermer dans la réserve, et se retrouve devant Isonami Kirara, qui était déjà présente. Plus le temps passe, et personne ne revient ouvrir la réserve, Haruki et Kirara trouvent cela anormal. Ils finissent par trouver une sortie, mais une fois à l'extérieur, tout est étrangement calme. Ils se rendent alors au lycée pour trouver des personnes, c'est alors que Haruki découvre sa camarade Kasumi, infectée, qui se met à l'attaquer, mais également d'autres infectés, en train de dévorer des cadavres. De son côté, Kirara se fait également attaquée.
Haruki et Kirara se mettent à fuir les infectés, et au moment où ils étaient encerclés par un groupe d'infectés, ils sont sauvés in extremis par leurs amis. Ils sont ensuite mis au courant de la situation, et apprennent qu'une épidémie s'est déclenchée, et que la ville vit un enfer face à l'invasion de « porteurs ».

## Personnages
Haruki Amamiya (天宮 晴輝, Amamiya Haruki)
Personnage masculin principal, Haruki est un étudiant en deuxième année de lycée, il est amoureux de Samidare Satsuki. Après avoir fui le lycée envahit de «porteurs» avec ses amis, Haruki se rend au collège de sa sœur Kaori pour la sauver de l'invasion de porteur. Après le sauvetage, le groupe d'Haruki fait la rencontre avec des sapeur-pompiers, présents pour aider les civils à fuir les porteurs. À la suite de la mort de sa sœur, Haruki souhaite devenir fort et combattre les porteurs pour aider la population, c'est pourquoi il rejoint les sapeur-pompiers.
Kaori Amamiya (天宮 香里, Amamiya Kaori)
Kaori est la petite sœur de Haruki. Elle est très courageuse et intelligente, et n'hésite pas à combattre les porteurs et à sauver ses camarades lors de l'envahissement de son collège. Elle a toutefois été mordue lors de l'attaque et elle décède à la suite de sa blessure. Cependant, Kaori est revenu à la vie et elle arrive à voir des mystérieuses lumières planer dans l'environnement, cette capacité lui permettrait d'en savoir plus sur l'infection, et de mettre un terme à l'épidémie.
Enami Kanae (榎並 夏苗, Kanae Enami)
Enami est une étudiante en troisième année de lycée. Aimable aux premiers abords, Enami se révèle être extrêmement manipulatrice, elle n'hésite pas à trahir et rejeter ses camarades pour arriver à ses fins.
Kirara Isonami (磯波 きらら, Isonami Kirara)
Kirara est une étudiante en première année de lycée. Elle a rencontré Haruki lorsqu'elle était enfermée avec lui dans l'entrepôt du lycée avant l'infection. Ensemble, ils ont découvert que tout le lycée était envahi par des porteurs. A force de passer du temps à ses côtés, Kirara tombe amoureuse de Haruki.
Chika Kisaragi (木皿儀 千佳, Kisaragi Chika)
Yuzuru Takagi (高木 譲, Takagi Yuzuru)
Satsuki Samidare (五月雨 紗月, Samidare Satsuki)
Kotori Hanzawa (半沢 小鳥, Hanzawa Kotori)
Nanami Ryusui (流水 ながみ, Ryusui Nanami)
Mitsuko Akashi (Akashi Mitsuko)
Mieko Seki (Seki Mieko)

## Liste des volumes
| no | Japonais         | Japonais          | Français           | Français          |
| no | Date de sortie   | ISBN              | Date de sortie     | ISBN              |
| --- | ---------------- | ----------------- | ------------------ | ----------------- |
| 1 | 17 mars 2016     | 978-4-063-95614-6 | 3 janvier 2018     | 978-2-756-09902-6 |
| Couverture (jp) : Amamiya Haruki, Amamiya Kaori, Isonami Kirara, Kisaragi Chika, Takagi Yuzuru Couverture (fr) : Samidare SatsukiListe des chapitres : - Épisode 1 : Une infection sans précédent - Épisode 2 : Ceux qui se font mordre - Épisode 3 : On n'a qu'une vie - Épisode 4 : L'évasion - Épisode 5 : Monter un piège autour du campement |                  |                   |                    |                   |
| 2 | 17 juin 2016     | 978-4-063-95692-4 | 4 avril 2018       | 978-2-413-00746-3 |
| Couverture : Amamiya KaoriListe des chapitres : - Épisode 6 : Crash - Épisode 7 : Sains et saufs - Épisode 8 : Le début des opérations - Épisode 9 : La grande évasion - Épisode 10 : Retour à la maison - Épisode 11 : Le lendemain matin - Épisode 12 : Ce qu'on garde au plus profond de soi - Épisode 13 : Le vrai visage d'un héros - Épisode 14 : La contre-offensive ! |                  |                   |                    |                   |
| 3 | 17 aout 2016     | 978-4-063-95738-9 | 4 juillet 2018     | 978-2-413-00747-0 |
| Couverture : Kisaragi ChikaListe des chapitres : - Épisode 15 : Sauver plus de vies - Épisode 16 : Combat solitaire - Épisode 17 : La volonté de vivre - Épisode 18 : La fierté d'un héros - Épisode 19 : N'importe quoi pour te faire plaisir - Épisode 20 : Anatomie des porteurs - Épisode 21 : Impardonnable - Épisode 22 : La négociation selon Enami - Épisode 23 : L'invasion |                  |                   |                    |                   |
| 4 | 17 octobre 2016  | 978-4-063-95776-1 | 17 octobre 2018    | 978-2-413-00748-7 |
| Couverture : Isonami KiraraListe des chapitres : - Épisode 24 : Risque maximal - Épisode 25 : Son véritable objectif - Épisode 26 : Un secret bien gardé - Épisode 27 : L'amitié née de notre rencontre - Épisode 28 : L'invasion des porteurs - Épisode 29 : Retrouver ses proches - Épisode 30 : Ce qu'a décidé le monde - Épisode 31 : L'assaut des nouveaux spécimens - Épisode 32 : Ressuscités |                  |                   |                    |                   |
| 5 | 17 janvier 2017  | 978-4-063-95848-5 | 2 janvier 2019     | 978-2-413-00749-4 |
| Couverture : Amamiya KaoriListe des chapitres : - Épisode 33 : Retrouver quelqu'un qu'on aime - Épisode 34 : L'effrayante résurrection - Épisode 35 : Sapeur Yuu Kamishiro - Épisode 36 : La véritable force de Kamishiro - Épisode 37 : Un moyen de retrouver notre quotidien - Épisode 38 : L'esprit de la brigade - Épisode 39 : La résolution de Satsuki - Épisode 40 : Une véritable zone de non-droit - Épisode 41 : Le ciel étoilé que je ne voulais pas perdre - Épisode 42 : Les sentiments de Ragi |                  |                   |                    |                   |
| 6 | 17 avril 2017    | 978-4-063-95922-2 | 10 avril 2019      | 978-2-413-01834-6 |
| Couverture : Samidare SatsukiListe des chapitres : - Épisode 43 : Des nouvelles de Satsuki - Épisode 44 : Le plus immonde des subterfuges - Épisode 45 : La force de protéger les siens - Épisode 46 : Un mystérieux porteur - Épisode 47 : Le «casqué» - Épisode 48 : L'identité du casqué - Épisode 49 : Ce qu'aimer veut dire - Épisode 50 : Avec Kirara - Épisode 51 : Par amour |                  |                   |                    |                   |
| 7 | 14 juillet 2017  | 978-4-065-10038-7 | 3 juillet 2019     | 978-2-413-02038-7 |
| Couverture : Isonami KiraraListe des chapitres : - Épisode 52 : Ceci est l'histoire de mon amour et de mon combat - Épisode 53 : Les souvenirs du passé - Épisode 54 : Un amour naissant - Épisode 55 : Un amour hypocrite - Épisode 56 : Vos vies passent en premier - Épisode 57 : Ébranlés par la vérité - Épisode 58 : Les négociations - Épisode 59 : Un moyen d'éviter que tout le monde y passe - Épisode 60 : Les sentiments d'une mère                                                              |                  |                   |                    |                   |
| 8 | 17 octobre 2017  | 978-4-065-10243-5 | 16 octobre 2019    | 978-2-413-02233-6 |
| Couverture : Kisaragi ChikaListe des chapitres : - Épisode 61 : Satsuki vs le casqué - Épisode 62 : La dernière stratégie - Épisode 63 : Les retrouvailles - Épisode 64 : L'évolution anormale - Épisode 65 : La confiance en Haruki - Épisode 66 : La confrontation avec le casqué géant - Épisode 67 : Le retour du plus fort - Épisode 68 : Les limites de l'évolution - Épisode 69 : Un court moment de répit                                                                                            |                  |                   |                    |                   |
| 9 | 17 janvier 2018  | 978-4-065-10762-1 | 10 juin 2020       | 978-2-413-02647-1 |
| Couverture : Enami KanaeListe des chapitres : - Épisode 70 : Triple bataille - Épisode 71 : Je vais tout te révéler - Épisode 72 : Des filles à l'attaque - Épisode 73 : Satsuki, l'adulte - Épisode 74 : Le breuvage spécial de Lotus - Épisode 75 : Sur le chemin de l'extase - Épisode 76 : C'est toi qui l'as dit - Épisode 77 : La résolution du guerrier - Épisode 78 : Au laboratoire de recherches - Épisode 79 : Un pacte avec Enami                                                                |                  |                   |                    |                   |
| 10 | 17 avril 2018    | 978-4-065-11241-0 | 23 septembre 2020  | 978-2-413-02818-5 |
| Couverture : Hanzawa KotoriListe des chapitres : - Épisode 80 : Avoue tout - Épisode 81 : Cauchemar sans fin - Épisode 82 : Cours au laboratoire - Épisode 83 : Kotori sous pression - Épisode 84 : L'intrusion de l'infecté - Épisode 85 : Les façons de tromper - Épisode 86 : Coupables potentiels - Épisode 87 : Sous la douche - Épisode 88 : Preuve irréfutable |                  |                   |                    |                   |
| 11 | 17 juillet 2018  | 978-4-065-11800-9 | 30 décembre 2020   | 978-2-413-02859-8 |
| Couverture : Amamiya KaoriListe des chapitres : - Épisode 89 : Le combat d'Enami - Épisode 90 : Début de piste - Épisode 91 : Tournant - Épisode 92 : La conférence de Kaori - Épisode 93 : J'ai pris ma décision - Épisode 94 : Sortie avec Kirara - Épisode 95 : La peur d'être rejeté - Épisode 96 : Mon bonheur - Épisode 97 : Je t'ai toujours... |                  |                   |                    |                   |
| 12 | 17 octobre 2018  | 978-4-065-12998-2 | 3 mars 2021        | 978-2-413-02860-4 |
| Couverture : Samidare SatsukiListe des chapitres : - Épisode 98 : À l'université de Hiraoka - Épisode 99 : Les survivants - Épisode 100 : Ceux qui ont été sauvés - Épisode 101 : Avant la fin - Épisode 102 : Suspicion - Épisode 103 : L'avenir avec Ragi - Épisode 104 : La personne qu'on veut à ses côtés - Épisode 105 : Ce qui n'a pas été dit - Épisode 106 : Au bout du chemin |                  |                   |                    |                   |
| 13 | 17 janvier 2019  | 978-4-065-13940-0 | 16 juin 2021       | 978-2-413-02861-1 |
| Couverture : Ryusui NanamiListe des chapitres : - Épisode 107 : Séisme - Épisode 108 : La dernière option - Épisode 109 : Des sentiments contagieux - Épisode 110 : Choix - Épisode 111 : Parmi nous... - Épisode 112 : Les porteurs noirs - Épisode 113 : Engloutie - Épisode 114 : Vivre ou mourir - Épisode 115 : Dans le calme, dans le silence |                  |                   |                    |                   |
| 14 | 17 avril 2019    | 978-4-065-14891-4 | 1er septembre 2021 | 978-2-413-02862-8 |
| Couverture : Kisaragi ChikaListe des chapitres : - Épisode 116 : La réponse de Ragi - Épisode 117 : Avec tous mes sentiments - Épisode 118 : En tant que frère - Épisode 119 : Visite inattendue - Épisode 120 : Le poids d'une vie - Épisode 121 : Le jour du départ - Épisode 122 : La vie d'un ami - Épisode 123 : Confrontation entre amis - Épisode 124 : Partons ensemble |                  |                   |                    |                   |
| 15 | 17 juillet 2019  | 978-4-065-15726-8 | 2 mars 2022        | 978-2-413-02863-5 |
| Couverture : Isonami KiraraListe des chapitres : - Épisode 125 : Signal - Épisode 126 : Terrain d'expérience - Épisode 127 : Pour le futur - Épisode 128 : La force de protéger - Épisode 129 : Début de l'opération - Épisode 130 : Sous la pression - Épisode 131 : En tant qu'officier - Épisode 132 : Ce que j'ai vu ce jour-là |                  |                   |                    |                   |
| 16 | 16 aout 2019     | 978-4-065-16666-6 | 22 juin 2022       | 978-2-413-02864-2 |
| Couverture : LotusListe des chapitres : - Épisode 133 : Face à une vie qui s'éteint - Épisode 134 : Une infime chance - Épisode 135 : Une raison de sauver - Épisode 136 : Décharge d'adrénaline - Épisode 137 : Ce qui attend au bout du chemin - Épisode 138 : La récompense - Épisode 139 : Commandantes - Épisode 140 : Début de l'opération - Épisode 141 : Détruire la cage |                  |                   |                    |                   |
| 17 | 15 novembre 2019 | 978-4-065-17362-6 | 4 janvier 2023     | 978-2-413-02865-9 |
| Couverture : Akashi MitsukoListe des chapitres : - Épisode 142 : Enchaîné par le bon sens - Épisode 143 : Une voix qui résonne - Épisode 144 : Sans retour - Épisode 145 : L'escortée - Épisode 146 : Le premier pas de Satsuki - Épisode 147 : Le combat des villageois - Épisode 148 : L'évolution des porteurs - Épisode 149 : Siège à l'aire de repos - Épisode 150 : Celui qui ouvre la voie |                  |                   |                    |                   |
| 18 | 17 février 2020  | 978-4-065-18175-1 | 29 mars 2023       | 978-2-413-04803-9 |
| * Couverture : Ryusui NanamiListe des chapitres : - Épisode 151 : La philosophie de Nagami - Épisode 152 : Un instant de bonheur - Épisode 153 : Ceux qui nous surpasseront - Épisode 154 : Avant la victoire - Épisode 155 : Insuffisance militaire - Épisode 156 : La dernière carte - Épisode 157 : Le résultat du pari - Épisode 158 : Mise en marche - Épisode 159 : La renaissance du casqué |                  |                   |                    |                   |
| 19 | 15 mai 2020      | 978-4-065-18856-9 | 16 août 2023       | 978-2-413-04881-7 |
| * Couverture : Samidare SatsukiListe des chapitres : - Épisode 160 : L'amour de ma sœur - Épisode 161 : Un homme de parole - Épisode 162 : Une amie irremplaçable - Épisode 163 : Le souhait d'Akashi - Épisode 164 : Mon devoir personnel - Épisode 165 : En dehors de la zone de quarantaine - Épisode 166 : Presque - Épisode 167 : Le dernier bus - Épisode 168 : Dans la tête du coupable |                  |                   |                    |                   |
| 20 | 17 aout 2020     | 978-4-065-20336-1 | 27 septembre 2023  | 978-2-413-04882-4 |
| Couverture : Kisaragi ChikaListe des chapitres : - Épisode 169 : L'évolution maximale - Épisode 170 : Repli ! - Épisode 171 : Le souhait de mes camarades - Épisode 172 : La pire des situations - Épisode 173 : Intelligente, mais imprudente - Épisode 174 : Renfort - Épisode 175 : L'identité du coupable - Épisode 176 : À rude épreuve - Épisode 177 : Objectif atteint |                  |                   |                    |                   |
| 21 | 17 novembre 2020 | 978-4-065-21264-6 | 21 février 2024    | 978-2-413-04883-1 |
| Couverture : Amamiya KaoriListe des chapitres : - Épisode 178 : Aux côtés de Dieu ! - Épisode 179 : Tout surmonter - Épisode 180 : Résolution et changement - Épisode 181 : La dernière nuit - Épisode 182 : Pour ton bonheur - Épisode 183 : Le souhait de Ragi - Épisode 184 : Avant le sommeil - Épisode 185 : Rappel - Épisode 186 : Le début de la révolution |                  |                   |                    |                   |
| 22 | 17 février 2021  | 978-4-065-22072-6 | 9 octobre 2024     | 978-2-413-04884-8 |
| Couverture : Seki MiekoListe des chapitres : - Épisode 187 : La fausse suppléante - Épisode 188 : Un sentiment partagé - Épisode 189 : La stratégie de Satsuki - Épisode 190 : Un tout premier pas - Épisode 191 : Objectif secret - Épisode 192 : L'administrateur - Épisode 193 : Trois plans - Épisode 194 : Un héritier insatiable - Épisode 195 : Permanente agonie |                  |                   |                    |                   |
| 23 | 17 mai 2021      | 978-4-065-23146-3 | 19 février 2025    | 978-2-413-04885-5 |
| Couverture : Hanzawa KotoriListe des chapitres : - Épisode 196 : Des jours frustrants - Épisode 197 : Sous le casque - Épisode 198 : L'espoir est à Akiu - Épisode 199 : L'efficacité du remède - Épisode 200 : Un message de Kaori - Épisode 201 : Retrouvailles inattendues - Épisode 202 : Je veux la protéger. - Épisode 203 : Les risques de faire confiance - Épisode 204 : Ce qui menace la zone de quarantaine                                                                                       |                  |                   |                    |                   |
| 24 | 17 aout 2021     | 978-4-065-24480-7 |                    |                   |
| Couverture : Isonami KiraraListe des chapitres : - Épisode 205 : - Épisode 206 : - Épisode 207 : - Épisode 208 : - Épisode 209 : - Épisode 210 : - Épisode 211 : - Épisode 212 : - Épisode 213 : |                  |                   |                    |                   |
| 25 | 17 novembre 2021 | 978-4-065-26006-7 |                    |                   |
| Couverture : Samidare SatsukiListe des chapitres : - Épisode 214 : - Épisode 215 : - Épisode 216 : - Épisode 217 : - Épisode 218 : - Épisode 219 : - Épisode 220 : - Épisode 221 : - Épisode 222 : |                  |                   |                    |                   |
| 26 | 17 février 2022  | 978-4-065-26897-1 |                    |                   |
| Couverture : Seki Mieko & Akashi MitsukoListe des chapitres : - Épisode 223 : - Épisode 224 : - Épisode 225 : - Épisode 226 : - Épisode 227 : - Épisode 228 : - Épisode 229 : - Épisode 230 : - Épisode 231 : |                  |                   |                    |                   |
| 27 | 17 mai 2022      | 978-4-065-27916-8 |                    |                   |
| Couverture : Ryusui NanamiListe des chapitres : - Épisode 232 : - Épisode 233 : - Épisode 234 : - Épisode 235 : - Épisode 236 : - Épisode 237 : - Épisode 238 : - Épisode 239 : - Épisode 240 : |                  |                   |                    |                   |
| 28 | 17 aout 2022     | 978-4-065-28661-6 |                    |                   |
| Couverture : Kisaragi ChikaListe des chapitres : - Épisode 241 : - Épisode 242 : - Épisode 243 : - Épisode 244 : - Épisode 245 : - Épisode 246 : - Épisode 247 : - Épisode 248 : - Épisode 249 : |                  |                   |                    |                   |
| 29 | 16 novembre 2022 | 978-4-06-529636-3 |                    |                   |
| Couverture : Isonami KiraraListe des chapitres : - Épisode 250 : - Épisode 251 : - Épisode 252 : - Épisode 253 : - Épisode 254 : - Épisode 255 : - Épisode 256 : - Épisode 257 : - Épisode 258 : |                  |                   |                    |                   |
| 30 | 16 décembre 2022 | 978-4-06-529985-2 |                    |                   |
| Couverture : Amamiya Haruki, Amamiya Kaori, Hanzawa Kotori, Isonami Kirara, Kamishiro Yuu, Kisaragi Chika, Samidare Satsuki, Takagi YuzuruListe des chapitres : - Épisode 259 : - Épisode 260 : - Épisode 261 : - Épisode 262 : - Épisode 263 : - Épisode 264 : - Épisode 265 : - Épisode 266 : - Épisode 267 : |                  |                   |                    |                   |

## Voir également
- Shin sekai yori - Une autre série dont le manga est dessiné par Oikawa Toru

### Œuvres
Édition japonaise
1. 1 2 3  Tome 1
2. ↑  Tome 2
3. 1 2  Tome 3
4. 1 2  Tome 4
5. 1 2  Tome 5
6. 1 2  Tome 6
7. 1 2  Tome 7
8. 1 2  Tome 8
9. 1 2  Tome 9
10. 1 2  Tome 10
11. 1 2  Tome 11
12. 1 2  Tome 12
13. 1 2  Tome 13
14. 1 2  Tome 14
15. 1 2  Tome 15
16. 1 2  Tome 16
17. 1 2  Tome 17
18. 1 2  Tome 18
19. 1 2  Tome 19
20. 1 2  Tome 20
21. 1 2  Tome 21
22. 1 2  Tome 22
23. 1 2  Tome 23
24. 1 2  Tome 24
25. 1 2  Tome 25
26. 1 2  Tome 26
27. 1 2  Tome 27
28. 1 2  Tome 28
29. 1 2  Tome 29
30. 1 2  Tome 30

Édition française
1. 1 2  Tome 1
2. 1 2  Tome 2
3. 1 2  Tome 3
4. 1 2  Tome 4
5. 1 2  Tome 5
6. 1 2  Tome 6
7. 1 2  Tome 7
8. 1 2  Tome 8
9. 1 2  Tome 9
10. 1 2  Tome 10
11. 1 2  Tome 11
12. 1 2  Tome 12
13. 1 2  Tome 13
14. 1 2  Tome 14
15. 1 2  Tome 15
16. 1 2  Tome 16
17. 1 2  Tome 17
18. 1 2  Tome 18
19. 1 2  Tome 19
20. 1 2  Tome 20
21. 1 2  Tome 21
22. 1 2  Tome 22
23. 1 2  Tome 23